# Шао'у
Шао'у (кит. спр. 邵武市, піньїнь: Shàowŭ Shì) — місто-повіт в східнокитайській провінції Фуцзянь, складова міста Наньпін.

## Географія
Шао'у лежить у верхів'ях струмка Футунь, твірного для річки Міньцзян.

### Клімат
Місто знаходиться у зоні, котра характеризується вологим субтропічним кліматом. Найтепліший місяць — липень із середньою температурою 27.8 °C (82 °F). Найхолодніший місяць — січень, із середньою температурою 6.7 °С (44 °F).
| Клімат Шао'у            | Клімат Шао'у | Клімат Шао'у | Клімат Шао'у | Клімат Шао'у | Клімат Шао'у | Клімат Шао'у | Клімат Шао'у | Клімат Шао'у | Клімат Шао'у | Клімат Шао'у | Клімат Шао'у | Клімат Шао'у | Клімат Шао'у |
| Показник                | Січ.         | Лют.         | Бер.         | Квіт.        | Трав.        | Черв.        | Лип.         | Серп.        | Вер.         | Жовт.        | Лист.        | Груд.        | Рік          |
| Середній максимум, °C   | 12           | 13           | 18           | 23           | 27           | 29           | 33           | 33           | 30           | 25           | 20           | 15           | 23           |
| Середня температура, °C | 7            | 9            | 13           | 18           | 22           | 25           | 28           | 28           | 25           | 20           | 14           | 9            | 18           |
| Середній мінімум, °C    | 3            | 4            | 9            | 14           | 18           | 21           | 23           | 22           | 20           | 14           | 9            | 4            | 13           |
| Норма опадів, мм        | 63           | 123          | 189          | 251          | 311          | 330          | 135          | 122          | 84           | 69           | 58           | 44           | 1778         |
| ----------------------- | ------------ | ------------ | ------------ | ------------ | ------------ | ------------ | ------------ | ------------ | ------------ | ------------ | ------------ | ------------ | ------------ |
| Джерело: Weatherbase    |              |              |              |              |              |              |              |              |              |              |              |              |              |